# XL Airways Germany
XL Airways Germany war eine deutsche Charterfluggesellschaft mit Sitz in Mörfelden-Walldorf und technischer Basis auf dem Flughafen Frankfurt am Main.

## Geschichte
XL Airways Germany wurde Anfang 2006 von der isländischen Investmentgesellschaft Hf. Eimskipafélag Íslands gegründet. Sie firmierte bis 6. Juli 2006 unter dem Arbeitstitel AGAIRCOM GmbH, welcher für Avion German Airline Company stand, und danach bis Anfang 2007 als Star XL German Airlines GmbH.
Nachdem die britische XL Airways UK am 12. September 2008 infolge ihrer Insolvenz den Betrieb eingestellt hatte, wurde die Gesellschafterstruktur der XL Airways Germany geändert. Sie besaß ein eigenes deutsches Air Operator Certificate. Eine weitere Schwestergesellschaft war XL Airways France, die 2019 den Betrieb einstellte.
Von Mai 2008 bis September 2010 hatte XL Airways Germany ein Flugzeug fest auf dem Flughafen Bremen stationiert, wo sie mehrere Strecken von TUIfly übernahm. Seit Mai 2011 war eine Boeing 737 für REWE Touristik in Flughafen Köln/Bonn stationiert. Im Sommer 2011 flog eine Boeing 737-800 mit dem Kennzeichen D-AXLF mit Werbetiteln für Schauinsland-Reisen auf dem Rumpf ab Düsseldorf, seit Mai 2012 trug die nun in Hannover stationierte Maschine den Schriftzug von Öger Türk Tours. Weiterhin wurden mit je einem Flugzeug Flüge für Condor ab Frankfurt am Main und Luxair ab Luxemburg durchgeführt.
Für den Winterflugplan 2012/2013 ließ XL Airways Germany ihre Betriebslizenz ruhen und führte selbst keine Flüge durch. Das geplante Angebot wurde von Hamburg Airways übernommen. Am 27. Dezember 2012 wurde beim Amtsgericht Darmstadt Insolvenz angemeldet. (Aktenzeichen 9 IN 1090/12 (27. Dezember 2012, 15:00 Uhr)). Am 26. Februar 2013 wurde verkündet, dass die geplanten Charterflüge im Sommerflugplan 2013 von den Flughäfen Rostock, Erfurt-Weimar und Kassel-Calden von der polnischen Enter Air übernommen würden. Anfang März 2013 wurde schließlich bekannt gegeben, dass für XL Airways kein neuer Geldgeber gefunden werden konnte und die Gesellschaft liquidiert wird.

## Flugziele
XL Airways Germany führte einerseits unter eigenem Namen Flüge für diverse Reiseveranstalter wie beispielsweise TUI durch, bot ihre Flugzeuge aber auch im Ad-hoc-Charter anderen Fluggesellschaften an. Kunden hierfür waren beispielsweise Thomsonfly, Gulf Air oder Air Namibia.

## Flotte
Mit Stand November 2012 bestand die Flotte der XL Airways Germany aus fünf Flugzeugen mit einem Durchschnittsalter von 9,5 Jahren.
- 5 Boeing 737-800 (je 1 betrieben für Condor und Luxair)

## Zwischenfälle

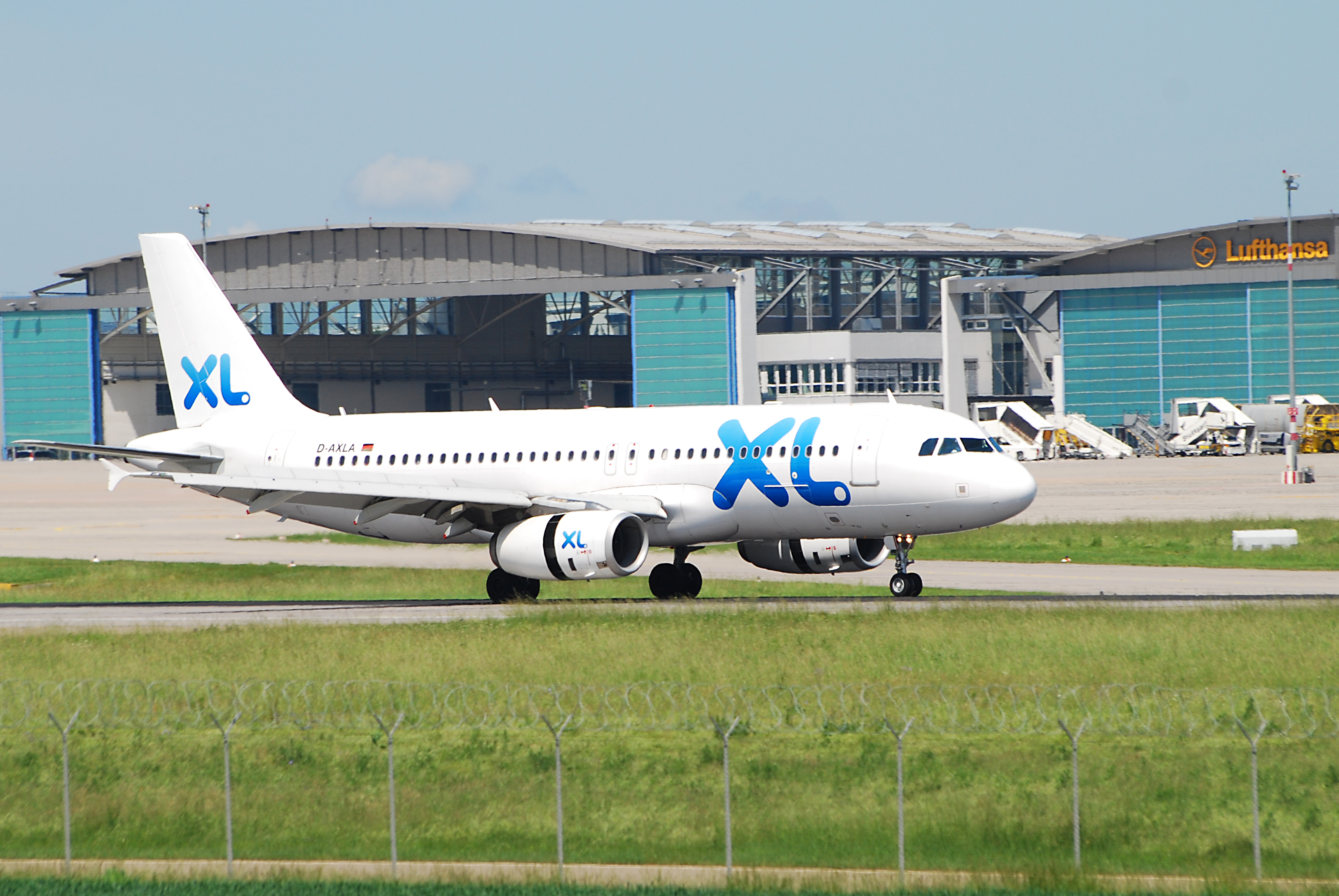
Die verunglückte D-AXLA

XL Airways Germany verzeichnete im regulären Passagierbetrieb keine Todesfälle oder Flugzeugverluste, jedoch gab es zwei Zwischenfälle mit größerer Aufmerksamkeit:
- Am 27. November 2008 stürzte ein Airbus A320-200 der XL Airways Germany mit dem Kennzeichen D-AXLA vor Saint-Cyprien ins Mittelmeer. Er war vom Airbus-Wartungsstandort am Flughafen Perpignan zu einem Abnahmeflug gestartet. Die Maschine war seit 2006 von Air New Zealand geleast worden und sollte nach dieser Überprüfung an sie zurückgegeben werden. Alle sieben Personen an Bord – zwei deutsche Piloten, ein neuseeländischer Pilot und vier neuseeländische Ingenieure – kamen ums Leben. Gemäß dem Abschlussbericht von 2010 war die Ursache eine unsachgemäße Wartung, die dazu führte, dass Wasser in die Sensoren für den Anstellwinkel eindrang und im Flug dort gefror. Dies verursachte bei einem Test der Systeme eine unbeherrschbare Situation.[5]
- Am 3. September 2012 kam es nach der Landung einer Boeing 737-800 (D-AXLF) auf dem Flughafen Köln/Bonn zu starker Rauchentwicklung. Es gab elf verletzte Personen aufgrund einer Rauchvergiftung, fünf davon mittelschwer.[6] Das aus Hannover kommende Flugzeug mit 186 Passagieren an Bord sollte in die Türkei weiterfliegen.